# Réserve spéciale d'Anjozorobe
 (juillet 2023).
La réserve spéciale d'Anjaozorobe est une aire protégée à Madagascar, sur la commune d'Anjaozorobe.

## Localisation
Le couloir forestier d’Anjozorobe – Angavo se situe entre les forêts humides de l’Est et la formation humide du haut plateau de Madagascar. Ce corridor se trouve entre le bassin versant de Mangoro et celui du Betsiboka.

## Risque de disparition
Cette forêt abrite de nombreuses espèces rares et endémiques, mais elle subit un déclin rapide principalement causé par les incendies. Dans le but de résoudre ce problème, l'ONG « Amitié Madagascar Île-de-France » et une entreprise ont lancé un projet visant à former les paysans à l'apiculture, leur offrant ainsi un revenu stable et les dissuadant de détruire la forêt pour leur survie. Cependant, ce projet apicole est menacé par la disparition rapide des arbres mellifères, essentiels pour les abeilles.